# پریدویژنیکی

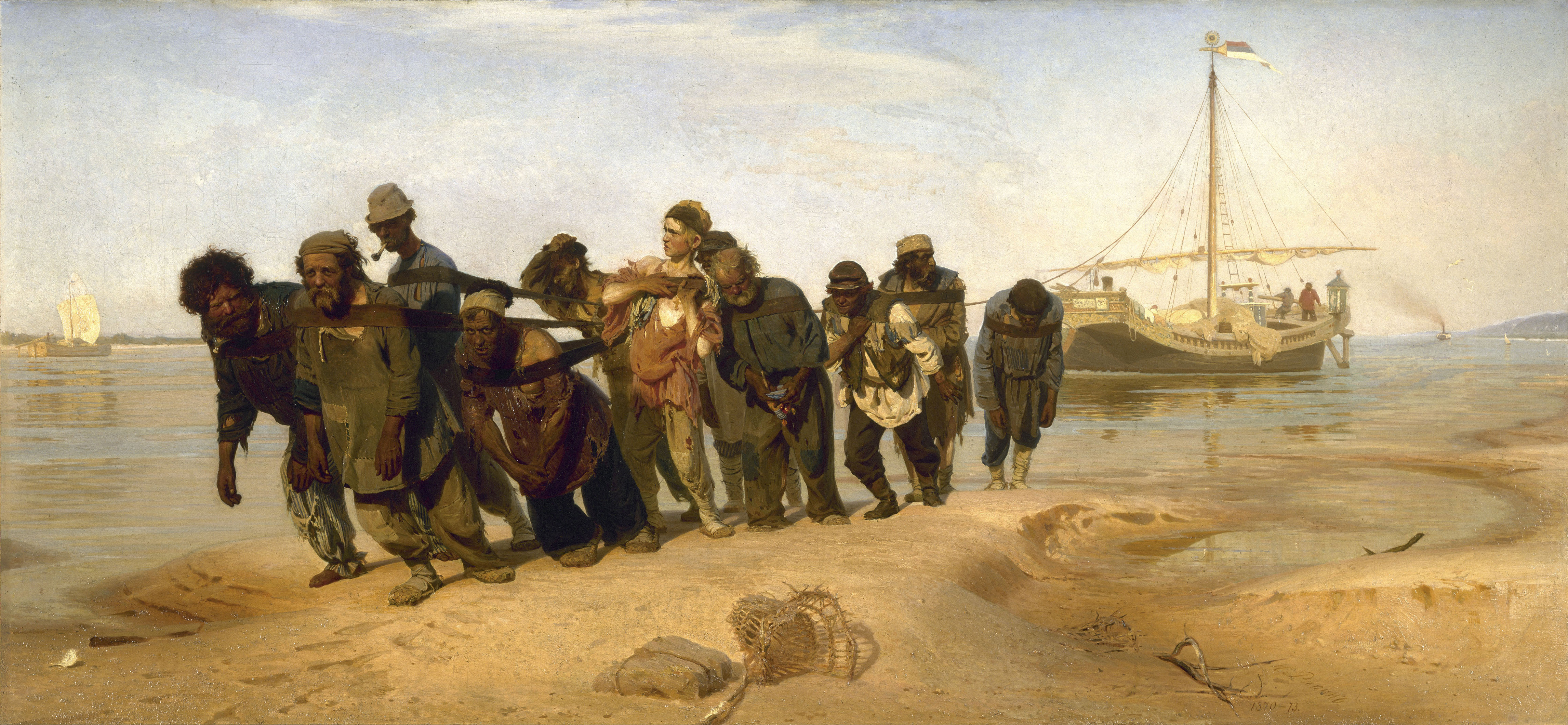
ایلیا رپین، کرجی‌کشان ولگا، ۱۸۷۰ - ۱۸۷۳

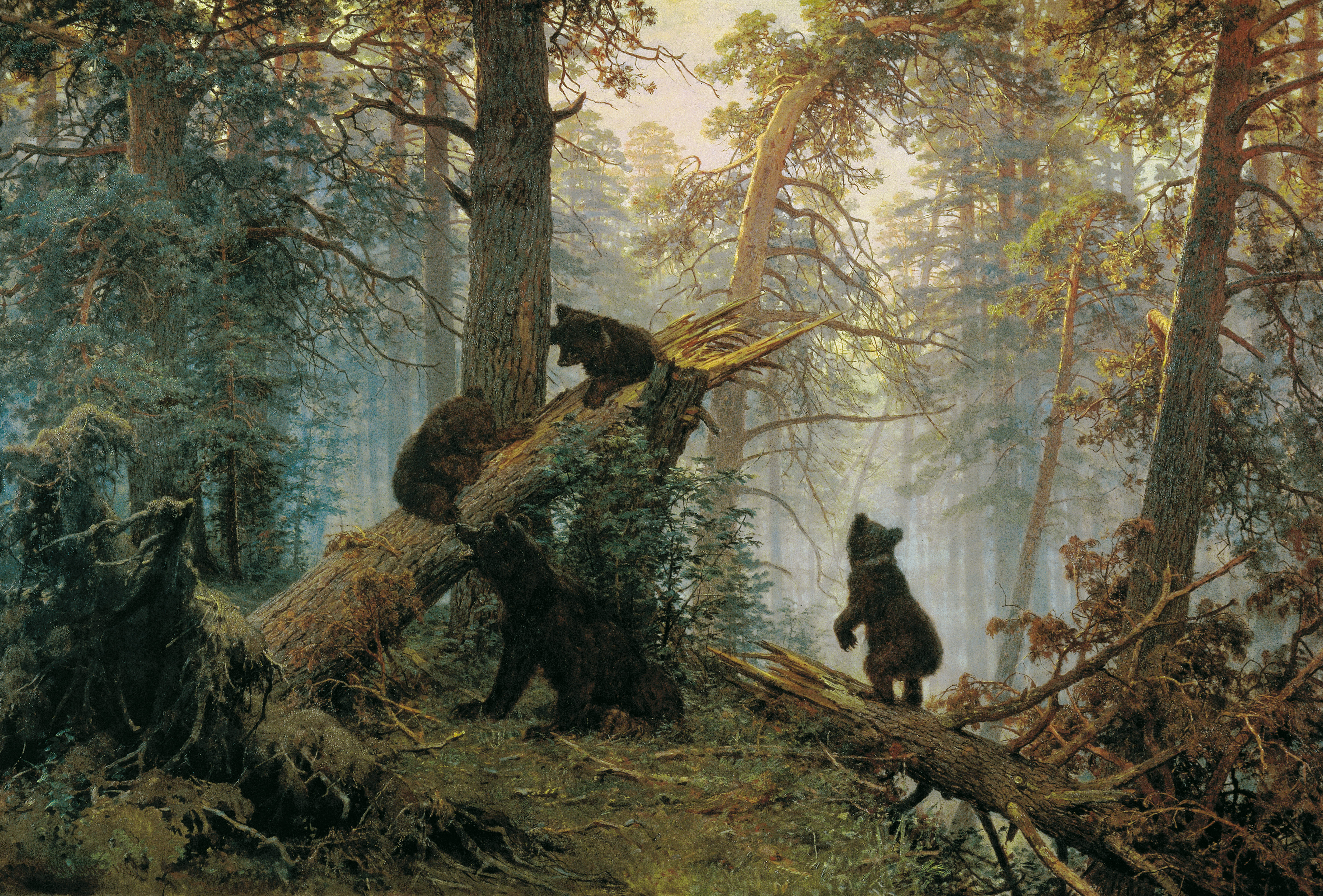
ایوان شیشکین و کنستانتین ساویتسکی، صبح در جنگل کاج، ۱۸۷۸

پریدویژنیکی (روسی: Передви́жники، آوانگاری: [pʲɪrʲɪˈdvʲiʐnʲɪkʲɪ])، که به آن سرگردانان یا دوره گردان نیز می‌گویند، گروهی از هنرمندان واقع‌گرای روسی بودند که در اعتراض به محدودیت‌های آکادمیک، یک تعاونی هنرمندان تشکیل دادند. در سال ۱۸۷۰ به انجمن نمایشگاه‌های هنری مسافرتی، به طور خلاصه پریدویژنیکس، تکامل یافت.
در سال ۱۸۶۳ گروهی متشکل از چهارده دانشجو تصمیم گرفتند آکادمی امپریال هنر در سنت پترزبورگ را ترک کنند. دانش آموزان قوانین آکادمی را محدود کننده یافتند؛ معلمان محافظه کار بودند و بین هنر بالا و پایین فاصلۀ زیادی وجود داشت. در تلاش برای رساندن هنر به مردم، دانشجویان یک جامعه هنری مستقل تشکیل دادند، تعاونی هنرمندان پترزبورگ (آرتل). در سال ۱۸۷۰، این سازمان تا حد زیادی توسط انجمن نمایشگاه‌های هنری مسافرتی (پریدویژنیکی) موفق شد تا به مردم استان‌ها فرصتی دهد تا دستاوردهای هنر روسیه را دنبال کنند و به مردم بیاموزد که از هنر قدردانی کنند. این جامعه استقلال خود را از حمایت دولتی حفظ کرد و هنری را که از زندگی معاصر مردم مسکو و سنت پترزبورگ به تصویر می‌کشید به استان‌ها آورد.
از سال ۱۸۷۱ تا ۱۹۲۳، انجمن ۴۸ نمایشگاه سیار در سنت پترزبورگ و مسکو ترتیب داد و پس از آن در کی‌یف، خارکوف، کازان، اریول، ریگا، اودسا و شهرهای دیگر به نمایش درآمد.